# БТ-2
БТ-2 — радянський колісно-гусеничний легкий танк, перший серійний танк родини БТ (рос. «быстроходный танк»). Був ліцензійною модифікацією танка M1931, розробленого американським підприємцем Джоном Волтером Крісті.
Подальший розвиток БТ-2 призвів до появи БТ-5 з 45-мм гарматою, який замінив його у виробництві з 1933 року.

## Історія
Упродовж 1930—1931 років Управління з механізації та моторизації РСЧА (УММ) закупило в американського винахідника Джона Волтера Крісті кілька колісно-гусеничних танків M1931, технічну документацію та дозвіл на їх виробництво. Створення цих танків було доручено Харківському паровозному заводу (ХПЗ), який на той момент займався розробкою власного танка Т-24. Після випробування Т-24 роботи з його створення було згорнуто на користь БТ.

## Опис
Танк мав класичне компонування, та поділявся на чотири частини. Башта була циліндричною, клепаною, та мала невеликий скіс зверху. Перед корпусу був нахилений, для зменшення мертвої зони при стрільбі.
Броня танку — тонкі катані листи гомогенної броні, які скріплялися болтами, і заклепками. Технології нахиленої броні застосовано не було, отже танк міг покластися лише на свою швидкість.
Особливих пристроїв спостереження в танку не було, спостереження велось через отвори для спостереження, та приціл. Радіостанція була відсутня, отже зовнішній зв'язок забезпечувався завдяки сигнальним прапорцям.
Танк мав індивідуальну, пружинну (свічну) підвіску, відомішу як підвіска Крісті. Три вертикальні пружини щодо кожного борту корпусу розташовувалися між зовнішнім броньовим аркушем і внутрішньою стінкою борта корпуса, а одна розташовувалася горизонтально всередині корпусу в бойовому відділенні. Вертикальні пружини були пов'язані через балансири із задніми й середніми опорними котками, а горизонтальні — з передніми керованими котками.
Танк мав комбінований колісно-гусеничний рушій, що складався з 2 ведучих коліс заднього розташування діаметром 640 мм, 2 напрямних коліс переднього розташування діаметром 550 мм, 8 опорних котків діаметром 815 мм з гумовими бандажами та 2 сталевих багатоланкових гусеничних ланцюгів з шириною трака 263 мм. При переході на колісний хід гусеничні ланцюги знімалися, розбиралися на 4 частини й укладалися на надгусеничних полках. Привід від КПП в цьому випадку здійснювався на задню пару опорних котків, управлявся ж танк поворотом передніх котків. Перехід з гусеничного ходу на колісний займав 30-40 хвилин.
Необхідно відзначити, що середньотехнічна швидкість танка була істотно нижче максимальної й становила на гусеницях 25 км/год по шосе і 22 км/год путівцем, а на колесах — 22 км/год по шосе. На колісному ході танк міг пересуватися тільки по дорогах з твердим покриттям, з причини високого питомого тиску на ґрунт і наявності тільки однієї пари ведучих коліс (котків). Водночас висока питома потужність дозволяла танкам здійснювати стрибки (у довжину, через перешкоду) на 15-20 (максимально — до 40) метрів.

## Озброєння
Зазвичай танк був озброєний 37 мм танковою гарматою Б-3 (5К) зразка 1930 р., також 7,62 мм кулеметом ДТ кульовій установці біля гармати.
Характеристики гармати:
- початкова швидкість: 700м/сек
- кути наведення по вертикалі: від −8 до +25 градусів
- приціл: телескопічний
- найбільша дальність стрільби: 2000 м
- пристрої наведення: ручні
- боєкомплект: 92 снаряди.

## Бойове застосування
Танки БТ-2 перше бойове хрещення отримали на річці Халхин-Гол влітку 1939 року. Крім того, БТ-2 брали участь в нападі на Польщу РСЧА у вересні 1939 року, де застосовувалися вкрай мало, оскільки основу танкового парку СРСР на той час вже складали танки БТ-7 і Т-26. В основному цими машинами комплектувалися танкові полки кавалерійських дивізій, в яких їх кількість була невелика.
Під час Зимової війни в Фінляндії 1939-40 років найбільшу кількість танків БТ-2 серед підрозділів, які взяли участь в боях, було у складі 1-й легкотанкової бригади (82 машини). Велика частина цих машин в ході боїв вийшла з ладу з технічних причин і була евакуйована на завод. Бойові втрати були невеликі — всього шість машин (чотири танки були підбиті та згоріли, а два — потонули). Обмежене число танків БТ-2, що перебували у складі 13-й легкотанкової бригади, взяло участь у першій нічній атаці в районі станції Кямяря (нині — Гаврілово) в ніч з 15 на 16 лютого 1940 року. В цьому бою 13-а ЛТБр при мінімальних втратах зі свого боку (за офіційними даними) знищила 800 солдатів і офіцерів противника, 10 протитанкових гармат і до 15 станкових кулеметів. Крім того, були взяті в полон 250 фінських солдатів, захоплено 8 танків «Рено» FT-17, артилерійська батарея, а також велика кількість стрілецької зброї та боєприпасів. Ясна річ, з фінського боку підтвердження таким успіхам немає.
У травні 1940 року військові ухвалили рішення всі 597 одиниць БТ-2 залишити в «навчальних парках» військових частин до повного зносу матеріальної частини. Таким чином, на 1 червня 1941 року на озброєнні РСЧА було 580 лінійних танків БТ-2, в тому числі 396 одиниць — у західних округах. З них 366 машин були на ходу і використовувалися тільки як навчальні машини, 119 БТ-2 вимагали середнього, 30 — капітального ремонту, а ще 72 були чисто навчальними й використовувалися в основному як навчальні стенди. З початком бойових дій усі танки БТ-2, що знаходилися у військах як навчальні машини, були поставлені в стрій, входили до складу танкових і моторизованих дивізій і брали участь в боях практично по всьому фронту.
Однак до літа 1941 року вік цих танків досягав 8-10 років, і їх невитрачений моторесурс був незначним. З початком боїв більшість машин було швидко втрачено. Наприклад, у 24-й танковій дивізії на 24 липня 1941 року, вже не залишалося жодного БТ-2 — причиною цьому був перш за все дефіцит 37-мм снарядів, виробництво яких на той час було зупинено, і «гарматним» БТ-2 їх просто не вистачало.
Вдалося знайти звіт про дію танків БТ-2 зі складу 102-го танкового полку 51-ї танкової дивізії 23-го механізованого корпусу. До 22 червня 1941 року полк налічував лише 29 танків (14 БТ-2, зокрема сім кулеметних, і 15 Т-26). 7 та 8 липня 102-й полк розвантажувався на новому місці та впорядковував матч, перед кидком на Вітебськ. Тут же було отримано на поповнення ще 14 танків – 8 БТ-2/БТ-5 (у документі сказано «БТ-2 та кілька БТ-5», але розбивки за типами немає) та 6 Т-26. Усі 43 бойові машини полку були об'єднані в зведений танковий батальйон під командуванням капітана Адільбекова. За період бойових дій під Вітебськом, Руднею та подальшим відходом на Смоленськ, 102-й полк втратив 20 танків з боїв, які були до початку 22 бт. У новосформованій 110-ї танкової дивізії (створеної на базі 51-ї танкової дивізії) станом на 20 липня 1941 року було 225 танків, з них 64 БТ-2/5 (БТ-2 не менше 19 штук).
Частина танків, уцілілих після розгрому літа-осені 1941 року, брала участь в битві за Москву (так, в 18-й танковій бригаді було 5 одиниць БТ-2), а на Ленінградському фронті влітку 1943 року значилося 12 таких машин.